# Wilkinsonellus granulatus
Wilkinsonellus granulatus är en stekelart som beskrevs av Ahmad, Pandey, Haider och Shuja-uddin 2005. Wilkinsonellus granulatus ingår i släktet Wilkinsonellus och familjen bracksteklar. Inga underarter finns listade i Catalogue of Life.